# امرأة تحت الاختبار (فلم)
امرأة تحت الاختبار فيلم مصري إنتاج 1986، بطولة ، لبلبة ، إبراهيم الشرقاوي، صبري عبد المنعم ومن إخراج محمد أباظة.

## قصة الفيلم
تتنكر الصعيدية سعاد في هيئة هرّاس بأمر والدها الذي لم يلد ذكور لتأخذ بثأر أخيها من أحمد الذي يعمل بفندق بالقاهرة، وأثناء ذلك يصطدمون بعصابة تهريب آثار، فتتصاعد الأحداث الكوميدية.

## طقم التمثيل
| - لبلبة: سعاد / هراس - إبراهيم الشرقاوي: أحمد - صبري عبد المنعم - المنتصر بالله: بدير - منيرفا | - سناء يونس - وائل نور - نصر حماد - سيد غريب | - مقبولة علم الدين: ضيف شرف - حسين إبراهيم - عادل عبدالمنعم - فوزي الجمل: ضيف شرف |

## طقم العمل
| - تركي عبد الرحمن: مسجل الحوار - جليلة الحريري: مساعد الصوت - أنور حنفي: مساعد الصوت - حسن إبراهيم: مساعد الصوت - مجدي كامل: مهندس الصوت - أفلام بديع صبحي: منتج - إبراهيم عزقلاني: منتج فني - حسن راشد: مدير الإنتاج - مصطفى صابر العزقلاني: مدير الإنتاج | - فهيم حماد: مهندس الديكور - ماجدة السعيد: منفذ الديكور - طارق خورشيد: مساعد إكسسوار - فاروق خورشيد: إكسسوار - محمد أباظة: مخرج - عماد سالم: مساعد مخرج أول - فتحي إبراهيم: سكريبت - عنايات السايس: مونتير | - إيمان شكري: مركبة الفيلم - ليلى السايس: نيجاتيف - مديحة حسن: عارضة الأزياء - رجاء الهراوي: عارضة الأزياء - عزت فهمى: مساعد ريجيسير - سيد علي: ريجيسير - صلاح عبد الحليم: مدير معمل مدينة السينما - سعد عبد الرحمن: رئيس قطاع المعامل | - فريد عبد الحي: مؤثرات خاصة - مصطفى المعاون: أكروبات - سيد إبراهيم عزقلاني: قصة وسيناريو وحوار - طارق شرارة: إعداد الموسيقى - محمد برهام: مدير التصوير - صبحي بسطا: مصور فوتوغرافيا - جمال عبد المنعم: ماكيير - أفلام بديع صبحي: التوزيع لجميع أنحاء العالم |